# Festival de Cine de Tribeca
El Festival de Cine de Tribeca (en inglés, TriBeCa Film Festival) fue creado en el año 2002 por la productora cinematográfica Jane Rosenthal y por el actor Robert De Niro en respuesta a los ataques del 11 de septiembre de 2001 y la consecuente pérdida de vitalidad que sufrió el barrio neoyorquino de Tribeca.
La misión del festival es "permitirle a la comunidad fílmica internacional, y al público en general, experimentar el poder del cine al redefinir la experiencia del festival". El Festival de Cine de TriBeCa fue fundado para celebrar a la ciudad de Nueva York como un importante centro fílmico y para contribuir con la recuperación a largo plazo de la zona de Lower Manhattan.
Con más de 250 películas y más de 1000 proyecciones en 2006 y 2007, el de TriBeCa se ha convertido en uno de los más prominentes festivales en el mundo. Su programa ofrece a los asistentes una gran variedad de filmes independientes, incluyendo documentales, cortometrajes y largometrajes narrativos, y un programa de películas aptas para toda la familia. El festival también cuenta con mesas redondas, donde discuten diversas personalidades del mundo del entretenimiento, y un salón musical, producido en conjunto con ASCAP, para permitir la exhibición de artistas consagrados y novatos. Uno de los componentes más distintivos del festival son sus premios Artists Awards, con los que artistas emergentes y de renombre le otorgan obras de arte originales a los ganadores de la competencia. Algunos artistas que han colaborado con estos premios son Chuck Close, Alex Katz y Julian Schnabel.
Algunos críticos aseguran que el Festival de Cine de TriBeCa es solo una plataforma de lanzamiento para grandes producciones de Hollywood y para proyectos dirigidos por celebridades, y que no cumple el objetivo de ayudar a los cineastas o a la comunidad independiente de Nueva York.

## Historia

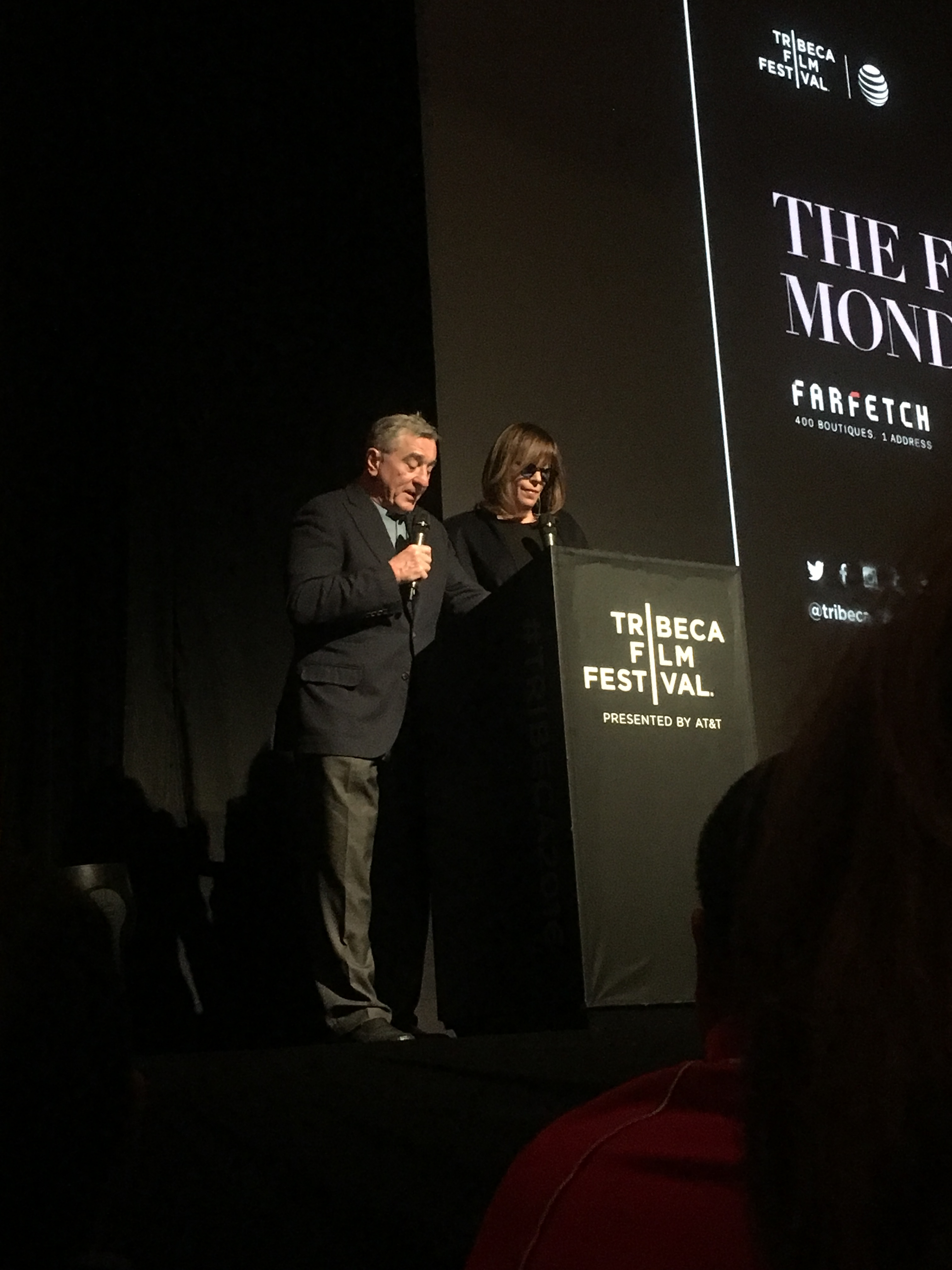
Los fundadores del festival Jane Rosenthal y Robert De Niro.

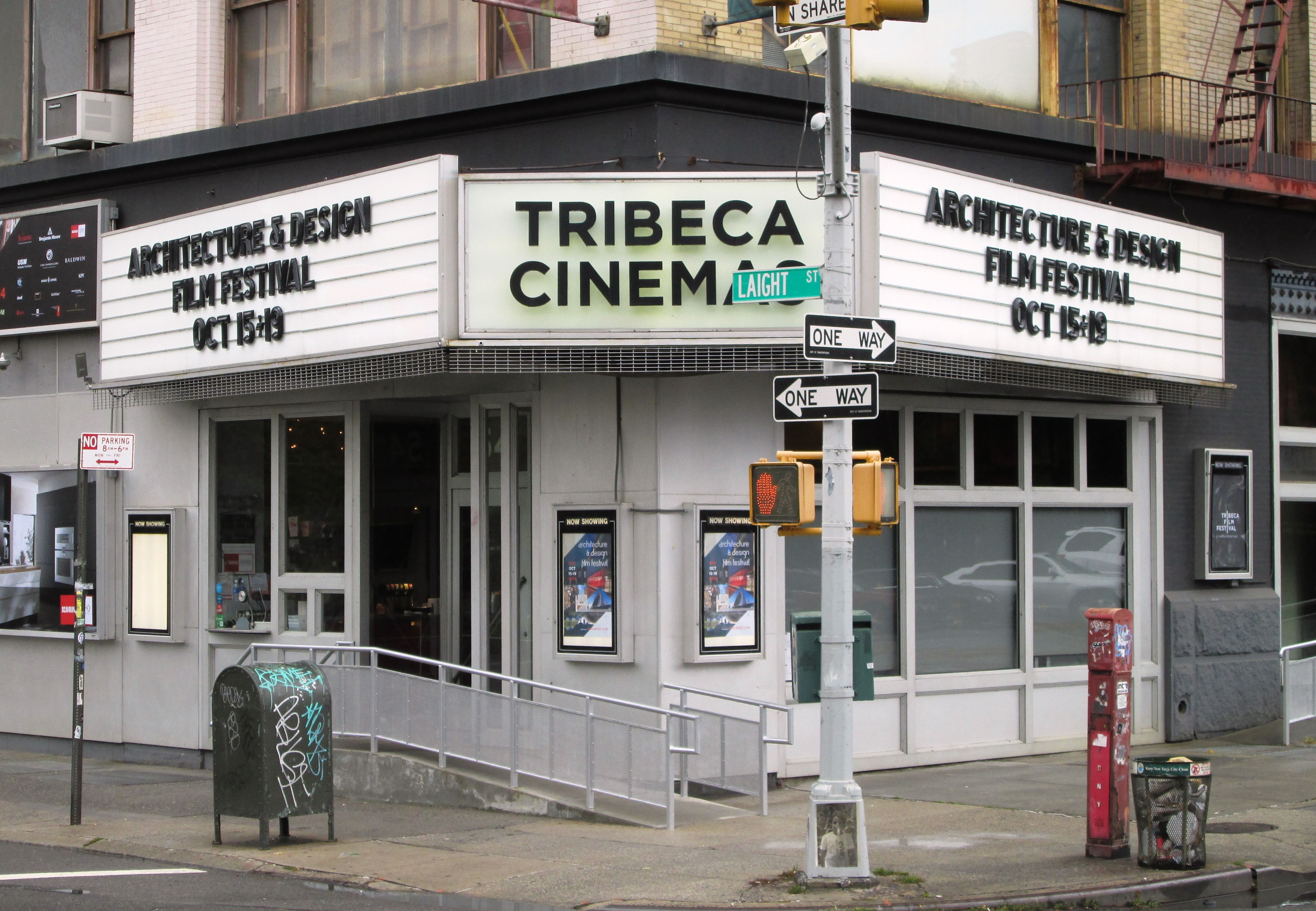
La carpa de Tribeca Cinemas

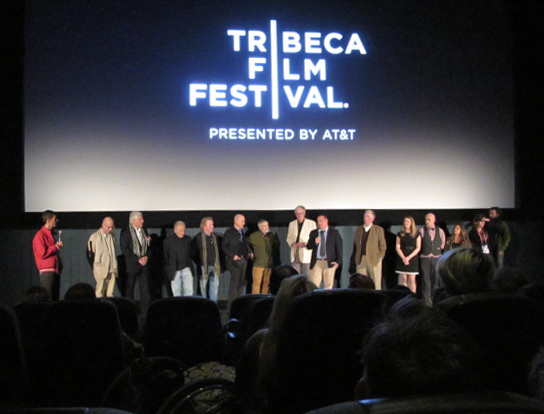
Después del estreno de un documental en el Festival de Cine de Tribeca 2015, sujetos y creadores en el escenario

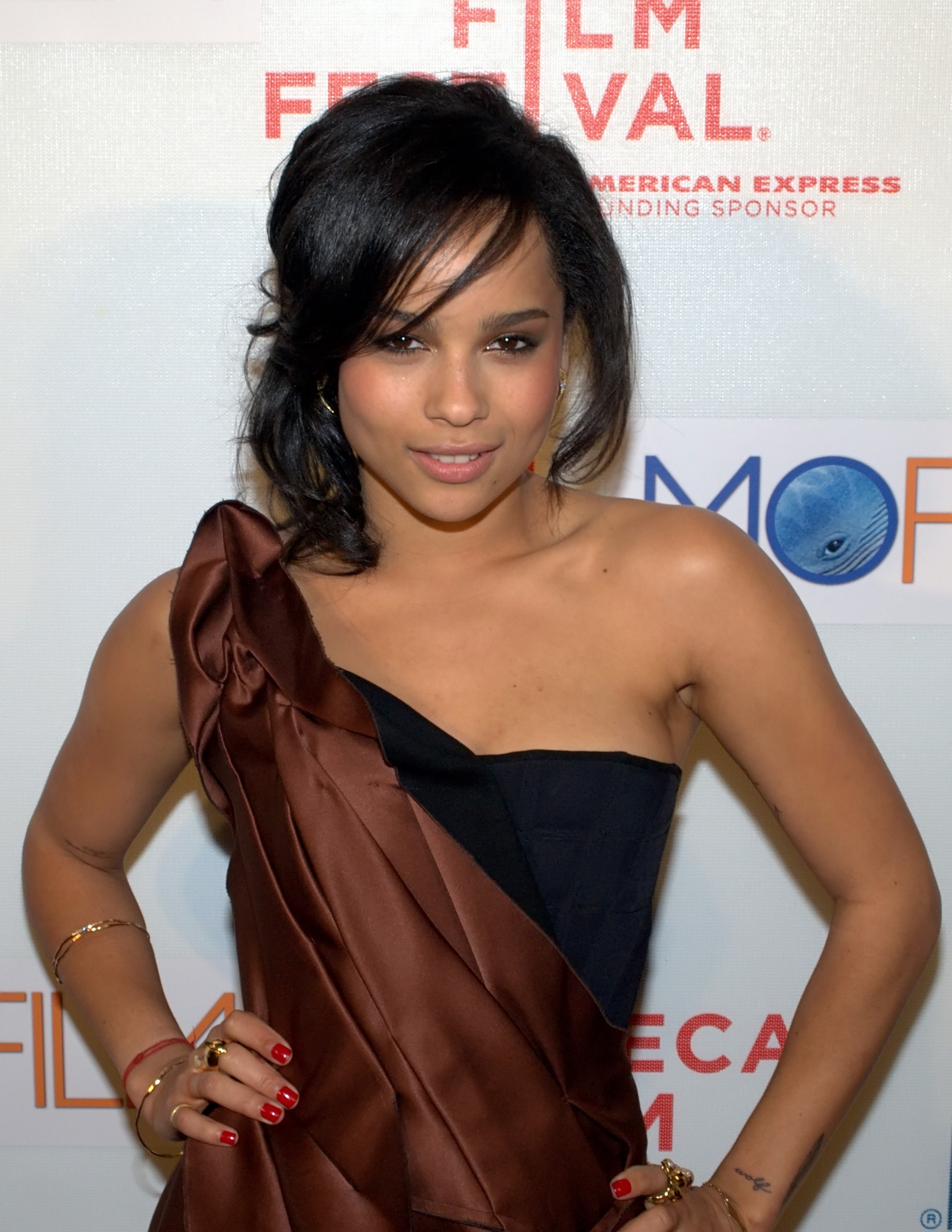
Zoë Kravitz en 2011 en el Festival de Cine de Tribeca

La edición inaugural del festival fue llevada a cabo exitosamente solo 120 días después de haber sido planeada y con la ayuda de más de 1300 voluntarios. En él participaron diversos cineastas prometedores y acudieron más de 150.000 personas, generando más de 10,4 millones de dólares en ganancias para los comerciantes de TriBeCa. El festival contó con competencias de películas narrativas, documentales y cortometrajes, además de una serie de filmes "Clásicos restaurados", otra serie con "Lo mejor de Nueva York" (curada por Martin Scorsese), trece paneles de discusión, un festival familiar de un día de duración y los estrenos de Star Wars: Episode II - Attack of the Clones, About a Boy, Insomnia, Divine Secrets of the Ya-Ya Sisterhood y The League of Extraordinary Gentlemen. También han participado películas como Holidays.
La segunda versión del Festival de TriBeCa atrajo a más de 300.000 espectadores y produjo cerca de 50 millones de dólares para la economía local. Realizado en mayo de 2003, el festival exhibió un extenso grupo de películas independientes, documentales y cortometrajes provenientes de diversos lugares del mundo. También incluyó estrenos de filmes de estudio, paneles de discusión, conciertos de música y comedia, un festival familiar, actividades deportivas y proyecciones de películas en el exterior, a lo largo del río Hudson. El festival familiar, llevado a cabo durante dos fines de semana, fue donde se mostraron películas para niños, se leyeron cuentos, hubo paneles familiares, talleres y juegos interactivos que culminaron con un feria callejera a la que se estima asistieron 250.000 personas.
En un esfuerzo por llevar las películas independientes a la mayor cantidad de público posible, en el año 2006 el festival expandió su alcance en la ciudad de Nueva York e internacionalmente. En dicha ciudad, TriBeCa proyectó más de 1000 películas a través de Manhattan. Internacionalmente, TriBeCa trajo filmes de primer Festival de Cine de Roma. Como parte de las celebraciones en la capital italiana, al Festival de TriBeCa se le otorgó por primera vez el premio Steps and Stars, presentado en la Plaza de España.
En el año 2007, el Festival de Cine de TriBeCa aumentó el valor de sus entradas a 18 dólares, una maniobra necesaria para sustentar el ambicioso programa, pero decepcionante para algunos fanáticos del festival.
Doha, capital de Catar, celebró, en noviembre de 2009, el primer Doha Tribeca Film Festival (Festival de Cine de Doha Tribeca), franquicia del neoyorquino.
El 19.° Festival de Cine de Tribeca, originalmente programado para el 15 al 26 de abril de 2020, fue cancelado debido a la pandemia de COVID-19. En las semanas y meses siguientes, Tribeca lanzó varias ofertas digitales para destacar a los cineastas y creadores que esperaban estrenar sus últimos trabajos en la reunión de primavera. Proporcionó una plataforma digital segura para las películas del Festival 2020 que buscan distribución para ser vistas por la prensa y la industria y organizó un espacio de reunión virtual para Tribeca N.O.W. Mercado de creadores.
En respuesta a la pandemia mundial, Tribeca organizó We Are One en asociación con YouTube, un festival digital gratuito de 10 días que brindó entretenimiento y conexión para el público en casa y recaudó fondos de ayuda internacional COVID-19. El programa fue comisariado por 21 de los principales festivales de cine internacionales, incluidos el  Cannes,  Sundance,  TIFF y  Venecia y mostró más de 100 horas de cortometrajes, largometrajes, charlas y música a una audiencia de 1,9 millones de personas en 179 países.
En julio de 2020, Tribeca lanzó una de las primeras series pop-up drive-in a gran escala en todo el país para brindar al público entretenimiento en un entorno seguro y socialmente distanciado. Las proyecciones tuvieron lugar en el  Rose Bowl en Pasadena, CA,  Dallas Cowboys AT&T Stadium en Arlington, Texas,  Orchard Beach en el barrio del Bronx de Nueva York y Nickerson Beach en el Condado de Nassau, Nueva York. La serie empleó personal de producción local y se asoció con pequeñas empresas de alimentos que se habían visto afectadas por el cierre.
El 7 de agosto de 2020, los organizadores anunciaron que la edición 20 aniversario del festival se realizará del 9 de junio al 20 de junio de 2021, con un espacio dedicado para celebrar películas cuyos estrenos no pudieron realizarse en el festival que fue cancelado en 2020.
El festival agregó una categoría dedicada a los videojuegos a partir del evento de 2021. Los juegos nominados se presentarán en presentaciones en línea durante el Festival, de manera similar a las proyecciones de películas.